# Slide (Caza & Famke Louise)
Slide is een Nederlandstalig nummer van rapper Caza en zangeres Famke Louise uit 2018.

## Achtergrond
Het nummer is een samenwerking tussen de artiesten Caza en Famke Louise en is geproduceerd door Vlado. De samenwerking ontstond tijdens het schrijverskamp van Famke Louise, dit was tevens te zien in de documentaire genaamd Famke Louise.
Het nummer behaalde de 2e plek in de Tipparade van de Nederlandse Top 40 en de 6e plek in de Nederlandse Single Top 100. Op 28 november was het nummer 10 miljoen keer beluisterd op Spotify. In het najaar van 2018 leverde het nummer de twee een gouden plaat op. In januari 2019 werd de single al bekroond met een platina plaat.
Bij het nummer werd gelijktijdig een videoclip uitgebracht op YouTube, deze won in december 2018 tijdens de Hashtag Awards een prijs in de categorie Beste Muziekvideo.

## Hitnoteringen

### Nederlandse Top 40Tipparade
| Hitnotering: 06-10-2018 t/m 10-11-2018 | Hitnotering: 06-10-2018 t/m 10-11-2018 | Hitnotering: 06-10-2018 t/m 10-11-2018 | Hitnotering: 06-10-2018 t/m 10-11-2018 | Hitnotering: 06-10-2018 t/m 10-11-2018 | Hitnotering: 06-10-2018 t/m 10-11-2018 | Hitnotering: 06-10-2018 t/m 10-11-2018 | Hitnotering: 06-10-2018 t/m 10-11-2018 |
| Week:                                  | 1                                      | 2                                      | 3                                      | 4                                      | 5                                      | 6                                      |                                        |
| -------------------------------------- | -------------------------------------- | -------------------------------------- | -------------------------------------- | -------------------------------------- | -------------------------------------- | -------------------------------------- | -------------------------------------- |
| Positie:                               | 21                                     | 7                                      | 4                                      | 3                                      | 3                                      | 2                                      | uit                                    |

### NederlandseSingle Top 100
| Hitnotering: 29-09-2018 t/m 23-03-2019 | Hitnotering: 29-09-2018 t/m 23-03-2019 | Hitnotering: 29-09-2018 t/m 23-03-2019 | Hitnotering: 29-09-2018 t/m 23-03-2019 | Hitnotering: 29-09-2018 t/m 23-03-2019 | Hitnotering: 29-09-2018 t/m 23-03-2019 | Hitnotering: 29-09-2018 t/m 23-03-2019 | Hitnotering: 29-09-2018 t/m 23-03-2019 | Hitnotering: 29-09-2018 t/m 23-03-2019 | Hitnotering: 29-09-2018 t/m 23-03-2019 | Hitnotering: 29-09-2018 t/m 23-03-2019 | Hitnotering: 29-09-2018 t/m 23-03-2019 | Hitnotering: 29-09-2018 t/m 23-03-2019 | Hitnotering: 29-09-2018 t/m 23-03-2019 | Hitnotering: 29-09-2018 t/m 23-03-2019 | Hitnotering: 29-09-2018 t/m 23-03-2019 | Hitnotering: 29-09-2018 t/m 23-03-2019 | Hitnotering: 29-09-2018 t/m 23-03-2019 | Hitnotering: 29-09-2018 t/m 23-03-2019 | Hitnotering: 29-09-2018 t/m 23-03-2019 | Hitnotering: 29-09-2018 t/m 23-03-2019 | Hitnotering: 29-09-2018 t/m 23-03-2019 | Hitnotering: 29-09-2018 t/m 23-03-2019 | Hitnotering: 29-09-2018 t/m 23-03-2019 | Hitnotering: 29-09-2018 t/m 23-03-2019 | Hitnotering: 29-09-2018 t/m 23-03-2019 | Hitnotering: 29-09-2018 t/m 23-03-2019 | Hitnotering: 29-09-2018 t/m 23-03-2019 |
| Week:                                  | 1                                      | 2                                      | 3                                      | 4                                      | 5                                      | 6                                      | 7                                      | 8                                      | 9                                      | 10                                     | 11                                     | 12                                     | 13                                     | 14                                     | 15                                     | 16                                     | 17                                     | 18                                     | 19                                     | 20                                     | 21                                     | 22                                     | 23                                     | 24                                     | 25                                     | 26                                     |                                        |
| -------------------------------------- | -------------------------------------- | -------------------------------------- | -------------------------------------- | -------------------------------------- | -------------------------------------- | -------------------------------------- | -------------------------------------- | -------------------------------------- | -------------------------------------- | -------------------------------------- | -------------------------------------- | -------------------------------------- | -------------------------------------- | -------------------------------------- | -------------------------------------- | -------------------------------------- | -------------------------------------- | -------------------------------------- | -------------------------------------- | -------------------------------------- | -------------------------------------- | -------------------------------------- | -------------------------------------- | -------------------------------------- | -------------------------------------- | -------------------------------------- | -------------------------------------- |
| Positie:                               | 7                                      | 6                                      | 11                                     | 10                                     | 9                                      | 8                                      | 7                                      | 9                                      | 10                                     | 19                                     | 18                                     | 17                                     | 20                                     | 47                                     | 21                                     | 25                                     | 32                                     | 40                                     | 45                                     | 47                                     | 71                                     | 67                                     | 73                                     | 84                                     | 90                                     | 97                                     | uit                                    |